# Planegger Straße 33

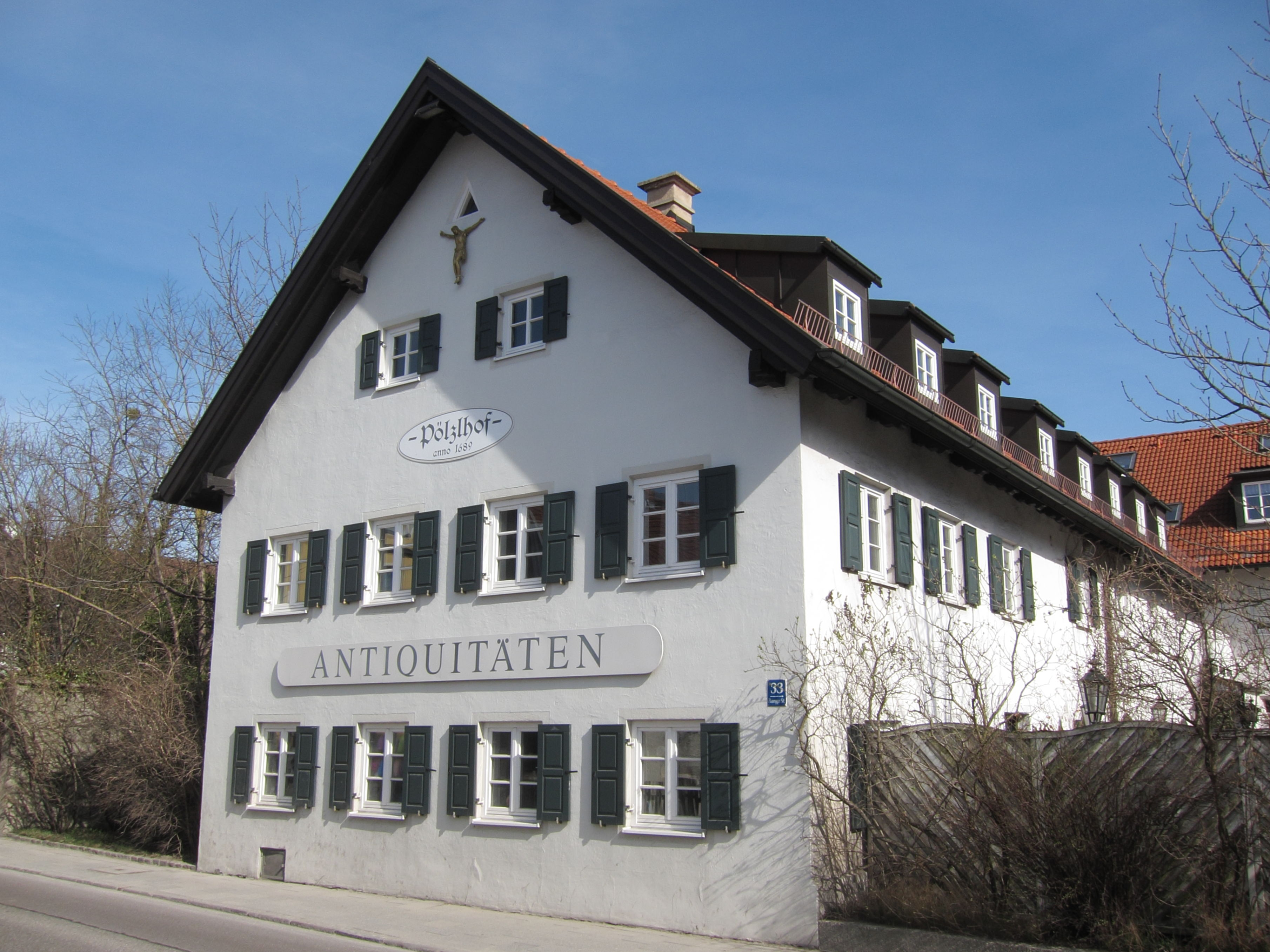
Haus Planegger Straße 33 im Stadtteil Pasing von München

Das Gebäude Planegger Straße 33 im Stadtteil Pasing der bayerischen Landeshauptstadt München wurde im 19. Jahrhundert errichtet. Das ehemalige Bauernhaus an der Planegger Straße ist ein geschütztes Baudenkmal.
Der zweigeschossige Satteldachbau mit Giebelkruzifix, jetzt Wohn- und Geschäftshaus, wurde stark verändert. Im Jahr 1993 wurde das Gebäude umgenutzt und in eine neu erbaute Wohnanlage integriert.
Das Anwesen gehört zum Ensemble ehemaliger Ortskern Pasing.